# Helen Dukas
Helen Dukas (Friburgo de Brisgovia, 17 de octubre de 1896 - Princeton (Nueva Jersey), 10 de febrero de 1982) fue la secretaria de Albert Einstein. También fue coautora de Albert Einstein: Creador y Rebelde  y de Albert Einstein: El lado humano  con Banesh Hoffmann. Dukas fue uno fideicomisarios elegidos por Einstein, según su Última Voluntad y Testamento para sus derechos de autor. Junto con el economista Otto Nathan   fueron los «ejecutores de su herencia literaria».  Colaboraron en la compilación de The Collected Papers of Albert Einstein, documentos que fueron donados a la Universidad Hebrea de Jerusalén . 
Einstein y Dukas fueron vigilados por la Oficina Federal de Investigaciones (FBI) bajo el mando de J. Edgar Hoover .  

## Biografía
Su nombre original era Helene y era hija de un comerciante judío alemán llamado Leopold Dukas.  Tuvo seis hermanos y su madre se llamaba Hannchen (de soltera Liebmann).  Hannchen Dukas era del mismo pueblo, Hechingen, que Elsa Einstein, la segunda esposa de Albert Einstein.  Por ello obtuvo el puesto de secretaria de Albert Einstein en 1928.  Tras la muerte de Elsa Einstein en 1936, Dukas asumiría muchas de las tareas domésticas de la familia Einstein, que en ese momento vivía en Princeton, Nueva Jersey.  Murió soltera y no existe evidencia de que Helen Dukas y Albert Einstein tuvieran un romance. 